# هدف ذكي

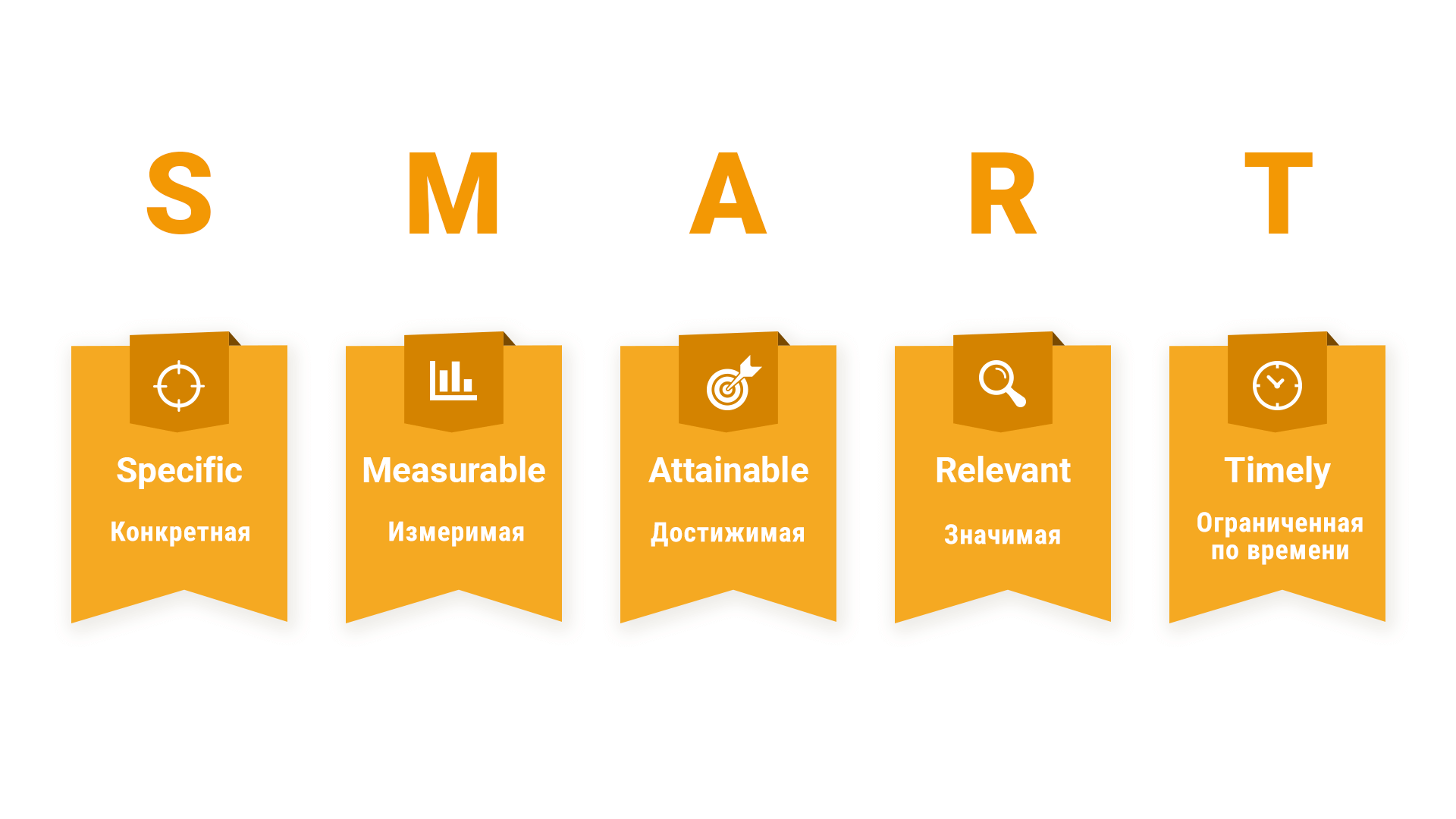

الهدف الذكي أو ما يعرف بـ SMART هو اختصار ذاكري يعطي معايير للتوجيه في تحديد الأهداف. على سبيل المثال في إدارة المشاريع، إدارة أداء الموظف والتطوير الذاتي. الحرفان S و M من كلمتي Specific (محدد) و Measurable (قابل للقياس). ربما النسخة الأكثر شيوعاً بقية الأحرف فيها ترمز إلى A: Achievable (قابل للتحقيق) ، R: Relevant (ذو صلة) ، T: Time-bound (مقيد بزمن).
و مع ذلك، فإن مبتكر المصطلح كان لديه نسخة مختلفة قليلاً والحروف كان لها معاني مختلفة لمؤلفين مختلفين، كما أن هناك حروفاً زائدة أضافها بعض المؤلفين.
أول استخدام معروف للمصطلح ظهر في عدد نوفمبر 1981 من مجلة مراجعة الإدارة عن طريق جورج دوران. الفائدة الأساسية من الأهداف الذكية أنها أسهل بالفهم وبمعرفة متى تصبح محققة. من الشائع أن معيار الهدف الذكي مرتبط بمبدأ الإدارة بالأهداف لـ بيتر دراكر.

## النشأة
تضمن عدد نوفمبر 1981 من مجلة مراجعة الإدارة على ورقة لـ جورج دوران بعنوان: توجد طريقة ذكية (S.M.A.R.T) لكتابة أهداف الإدارة وغاياتها. حيث ناقشت أهمية الأهداف وصعوبة تحديدهم.
- محدد – يستهدف مجال معين للتحسين.
- قابل للقياس – مكمم أو يقترح على الأقل مؤشر للتقدم.
- قابل للاحالة – يحدد من سيقوم به.
- واقعي – يحدد النتائج التي يمكن تحقيقها بصورة واقعية، بالنظر إلى الموارد المتاحة.
- مرتبط بوقت – يحدد متى ستتحقق النتائج.

يمكن ملاحظة أن هذه المعايير لا تقول أن جميع الأهداف يجب أن تكون مكممة في جميع مستويات الإدارة. في حالات معينة، ليس واقعياً أن تحاول التكمية، تحديداً في المواقع الوظيفية للإدارة المتوسطة. المدراء الممارسون و الشركات من الممكن أن يخسروا فوائد الأهداف الأكثر تجريداً إذا أرادوا تحقيق التكمية. ما يهم حقاً هو مزيج الهدف و خطة العمل الخاصة به. لذا فإن الإدارة الجادة يجب أن تركز على هذا التوأم و ليس فقط الهدف.